# Andrea Winkler (Autorin)

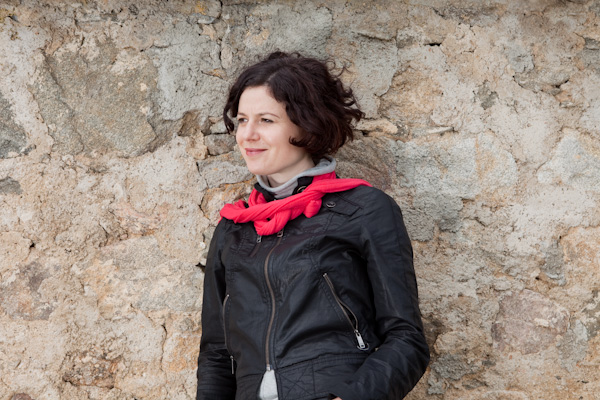
Andrea Winkler (2009)

Andrea Winkler (* 1972 in Freistadt) ist eine österreichische Autorin.

## Leben
Andrea Winkler studierte Germanistik und Theaterwissenschaft in Wien. Sie war beruflich in der Jugendarbeit und Erwachsenenbildung sowie in einem germanistischen Forschungsprojekt an der Universität Salzburg tätig.
Ihr Prosa-Debüt gab sie 2006 mit Arme Närrchen. Selbstgespräche. Das Selbstgespräch als letzte Konsequenz aus bestätigter Kommunikations- und Sprachskepsis bildet das verbindende Stilelement der 19 Kurztexte.
Der Roman König, Hofnarr und Volk (2013) ist eine „Abrechnung mit dem literarischen Leben und seinen Eitelkeiten sowie mit Geisteswissenschaften, die jeglichen Geist durch schematisches Denken vernichtet und durch Karriere- und Geltungsstreben ersetzt haben“.
In Die Frau auf meiner Schulter von 2018 schildert eine Frau in tagebuchähnlichen Aufzeichnungen, die sich über ein halbes Jahr erstrecken, ihren zeitlich begrenzten Ausstieg aus dem Üblichen. „Was sie dazu veranlasst hat, sich in das Haus des verstorbenen Herrn Friedrich zurückzuziehen, bleibt im Vagen. Ihr Landaufenthalt hat weder Programm noch Ziel. Vermutlich sucht sie Distanz zum gewohnten Leben. Spontan folgt Martha ihren Impulsen, begibt sich auf Wanderungen und Spaziergänge, auf denen sie ihre Umgebung mit geradezu Stifter’scher Genauigkeit wahrnimmt“.

## Rezeption
An Winklers Debütband honoriert wurde „das feine Gespür der hochtalentierten Autorin für den Schindluder, der allerorten mit Klischees getrieben wird und die eigene Achtsamkeit, diese im Schreiben zu vermeiden, doch war [...] die Lektüre der sich immer wieder in einsamen Monologen ergehenden Ich-Figuren dann mitunter doch recht mühsam.“
Die Kritik bescheinigte ihr, „außergewöhnliche Erzähltexte, inhaltlich verschroben, hintergründig humorvoll, stilistisch schön und makellos“ zu verfassen. Sie pflege „eine Sprache, die den Dingen ein beinahe magisches Eigenleben verleiht, und bedient sich in ihren skurrilen Dialogen auf fast Beckett‘sche Weise des absurden Humors“.

## Werke
- Schatten(spiele): Poetologische Denkwege zu Friederike Mayröcker. In: brütt oder Die seufzenden Gärten. – Hamburg 2004. ISBN 978-3-8300-1647-2
- Arme Närrchen. Selbstgespräche. – Graz/Wien 2006. ISBN 978-3-85420-706-1
- Hanna und ich. Prosa. – Graz/Wien 2008. ISBN 978-3-85420-738-2
- Drei, vier Töne, nicht mehr. Elf Rufe. – Wien 2010. ISBN 978-3-552-05500-1
- König, Hofnarr und Volk. Einbildungsroman. – Wien 2013. ISBN 978-3-552-05600-8
- Ich weiß, wo ich bin – Betrachtungen zur Literatur. – Wien 2013. ISBN 978-3-902665-676
- Die Frau auf meiner Schulter. Roman. – Wien 2018. ISBN 978-3-552-05904-7

## Auszeichnungen
- Hermann-Lenz-Stipendium (2005)
- Theodor-Körner-Preis (2005)
- Abraham Woursell Award (2006)
- Adalbert-Stifter-Stipendium des Landes Oberösterreich(2006)
- Förderungspreis für Literatur der Stadt Wien (2007)
- Literaturpreis Wartholz (2008)
- Österreichischer Förderungspreis für Literatur (2008)
- Nominierung zum Ingeborg-Bachmann-Preis (2009)[6]
- Reinhard-Priessnitz-Preis (2010)
- Förderpreis zum Heimrad-Bäcker-Preis (2014)[7]
- Niederösterreichischer Kulturpreis 2021 – Anerkennungspreis in der Kategorie Literatur[8]
- Kulturpreis des Landes Oberösterreich für Literatur 2021[9]
- Veza-Canetti-Preis der Stadt Wien 2025[10]